# 46 Leonis Minoris
Désignations
46 Leonis Minoris (en abrégé 46 LMi) est l'étoile la plus brillante de la constellation du Petit Lion. Elle porte également le nom traditionnel Praecipua (en latin « principale », à comprendre ici comme « principale étoile du Petit Lion »), formellement approuvé le 30 juin 2017 par l'Union astronomique internationale.
46 LMi est une géante orange de type K ayant une magnitude apparente de +3,83. Elle est à environ 98 années-lumière de la Terre.